# 奋武将军
奋武将军是杂号将军之一 ，是高级将军名号，实际权利是各路军队中的总监军。东汉末年，各路诸侯讨伐董卓时，任命曹操担任奋武将军一职；沮授也曾在袁绍军中任奋武将军的官职。吕布也曾被封为此官。三国时魏国吴国常有设置此官职，蜀国未设。